# 킹도니아
킹도니아 우니플로라(Kingdonia uniflora)는 중국에 자생하는 다년생 초본식물의 일종이다. 이 식물은 한 개의 잎을 지니고 있으며 낮은 키(10 cm의 줄기)에 작은 꽃(8 mm)이 핀다.
중국 서부와 북부의 고지대에 자생한다.

## 분류
킹도니아속(Kingdonia)은 킹도니아과의 유일속으로 분류하거나, 키르카에아스테르 아스레스티스(Circaeaster agrestis)가 포함된 키르카에아스테르과에 속하는 것으로 분류한다. 일부는 미나리아재비과로 분류하기도 한다. 어떤 경우에는 미나리아재비목으로 분류한다.